# Doto cuspidata
Doto cuspidata är en snäckart som först beskrevs av Joshua Alder och Hancock 1862. Enligt Catalogue of Life ingår Doto cuspidata i släktet Doto och familjen Dotoidae, men enligt Dyntaxa är tillhörigheten istället släktet Doto och familjen kottesniglar. Arten är reproducerande i Sverige. Inga underarter finns listade i Catalogue of Life.